# Oxyrhynchaxius japonicus
Oxyrhynchaxius japonicus är en kräftdjursart som beskrevs av Rosa Parisi 1917. Oxyrhynchaxius japonicus ingår i släktet Oxyrhynchaxius och familjen Axiidae. Inga underarter finns listade i Catalogue of Life.